# Mexikanische Badmintonmeisterschaft 1972
Die Mexikanische Badmintonmeisterschaft 1972 fand in Mexiko-Stadt statt. Es war die 26. Auflage der nationalen Titelkämpfe von Mexiko im Badminton.

## Sieger und Finalisten
| Disziplin    | Gold                                 | Silber                                  |
| ------------ | ------------------------------------ | --------------------------------------- |
| Herreneinzel | Roy Díaz González                    | Victor Jaramillo                        |
| Dameneinzel  | Lucero Soto de Peniche               | Susana Zenea                            |
| Herrendoppel | Roy Díaz González Victor Jaramillo   | Jorge Palazuelos Francisco Sañudo       |
| Damendoppel  | Lucero Soto de Peniche Susana Zenea  | Luz María Curiel Clara Mas              |
| Mixed        | Roy Díaz González Josefina de Tinoco | Victor Jaramillo Lucero Soto de Peniche |